# NASCAR Craftsman Truck Series de 1999
A Temporada da NASCAR Craftsman Truck Series de 1999 foi a quinta edição da NASCAR Camping World Truck Series, com 26 etapas disputadas o campeão foi Jack Sprague.